# Graça (álbum de Aline Barros)
Graça é o oitavo álbum de estúdio da cantora brasileira Aline Barros, lançado em novembro de 2013 pela gravadora MK Music. O projeto teve produção musical e arranjos assinados por Ruben di Souza, além da participação especial de Alexandre Aposan, ex-baterista do Oficina G3 na ficha técnica. Suas canções mesclam em sonoridades baseadas no pop rock com letras congregacionais. Em três dias de lançamento o álbum foi certificado com disco de ouro pela venda superior à quarenta mil cópias.
De acordo com pesquisas realizadas pela empresa Crowley (especializada no monitoramento de programação de rádios) o single "Casa do Pai", sendo o primeiro do disco, da cantora esteve na liderança em todas as rádios do Brasil. Ocupando o primeiro lugar na lista das músicas mais tocadas.[carece de fontes?]
No dia 20 de novembro de 2014, o álbum venceu o Grammy Latino, na categoria "Melhor Álbum de Música Cristã em Língua Portuguesa", embora tenha recebido críticas mistas.

## Faixas
| N.º            | Título                                                                       | Compositor(es)                                                                                           | Duração |  |
| 1.             | "Revolução"                                                                  | Pr. Lucas e Josué Godoi                                                                                  | 04:09   |  |
| 2.             | "Lugar Seguro"                                                               | Anderson Freire                                                                                          | 04:11   |  |
| 3.             | "Casa do Pai"                                                                | Pr. Lucas e Josué Godoi                                                                                  | 04:45   |  |
| 4.             | "Profetas Dessa Geração"                                                     | Pr. Lucas                                                                                                | 03:38   |  |
| 5.             | "O Poder da Cruz"                                                            | Pr. Lucas e Josué Godoi                                                                                  | 04:05   |  |
| 6.             | "Esperança"                                                                  | Anderson Freire e Aline Barros                                                                           | 04:33   |  |
| 7.             | "Tua Palavra"                                                                | Fernandinho e Aline Barros                                                                               | 04:07   |  |
| 8.             | "Entrega (Surrender)/ A Deus Toda Glória [My Tribute (To God Be The Glory)]" | Marc James Versão: Beto Tavares, Paulo e Greta Lira / Andrae Crouch Versão: Gerson de Oliveira Gonçalves | 07:55   |  |
| 9.             | "Santo"                                                                      | Fernandinho                                                                                              | 06:39   |  |
| 10.            | "Graça"                                                                      | Gislaine e Mylena                                                                                        | 04:04   |  |
| 11.            | "O Fogo Não Descansa (Fire Never Sleeps)"                                    | Nick Herbert e Martin Smith Versão: Aline Barros                                                         | 05:06   |  |
| 12.            | "O Hino (The Anthem)"                                                        | Henry Seeley, Joth Hunt e Liz Webber Versão: Aline Barros                                                | 04:41   |  |
| 13.            | "Sou Mais Que Vencedor"                                                      | Gislaine e Mylena                                                                                        | 03:13   |  |
| 14.            | "Melhor Pra Mim (Best For Me)"                                               | Israel Houghton e Meleasa Houghton Versão: Marcos Moraes, Soraya Moraes e Rayssa Moraes                  | 04:24   |  |
| Duração total: | Duração total:                                                               | Duração total:                                                                                           | 65:37   |  |

## Ficha técnica
| Críticas profissionais | Críticas profissionais |
| Avaliações da crítica  | Avaliações da crítica  |
| Fonte                  | Avaliação              |
| ---------------------- | ---------------------- |
| O Propagador           | [ 6 ]                  |
| Super Gospel           | (favorável)            |
| Casa Gospel            | [ 8 ]                  |

A seguir estão listados os músicos e técnicos envolvidos na produção de Graça:
- Aline Barros - vocais
- Ruben di Souza - produção musical, arranjos, piano, órgão hammond, teclado, violão, mixagem
- Alexandre Aposan - bateria
- Wilson Sideral - guitarras
- Celso Machado - guitarras
- Robinho Tavares - baixo
- Felipe Dyck Friesen - guitarras

## Indicações e prêmios
Grammy Latino
| Ano  | Categoria                                          | Indicado | Resultado |
| ---- | -------------------------------------------------- | -------- | --------- |
| 2014 | Melhor Álbum de Música Cristã em Língua Portuguesa | Graça    | Venceu    |

## Certificações
| País   | Empresa           | Certificação | Vendas   |
| ------ | ----------------- | ------------ | -------- |
| Brasil | Pro-Música Brasil | Ouro         | + 40.000 |
| Brasil | Pro-Música Brasil | Platina      | + 80.000 |
| Brasil | Pro-Música Brasil | 2× Platina   | +160.000 |